# Inna Ševčenko
Inna Ševčenko (ukrajinsky Інна Шевченко; 23. června 1990) je ukrajinská feministická aktivistka a lídryně mezinárodního ženského hnutí FEMEN, které často demonstruje bez horního dílu oblečení proti tomu, co vnímá jako projevy patriarchátu, zejména proti diktatuře, náboženství a sexuálnímu průmyslu. Byla vedoucí skupiny tří aktivistek FEMEN, které měla v roce 2011 běloruská KGB unést a vyhrožovat jim. Na Ukrajině na sebe upozornila tím, že v roce 2012 motorovou pilou rozřezala a následně strhla čtyřmetrový křesťanský kříž v centru Kyjeva.
V roce 2013 získala Ševčenko azyl ve Francii a nyní pokračuje ve svém aktivismu tím, že vede organizaci FEMEN France z výukového střediska, které zřídila v Paříži.
V červenci 2013 Olivier Ciappa, který spolu s Davidem Kawenou navrhl novou francouzskou známku s vyobrazením Marianny, na Twitteru uvedl, že hlavní inspirací pro vyobrazení byla právě Ševčenko.